# Ingeborg Hunzinger
Pour les articles homonymes, voir Ingeborg et Hunzinger.
Ingeborg Hunzinger (née Ingeborg Franck le 3 février 1915 à Berlin – morte dans la même ville le 19 juillet 2009) est une sculptrice allemande.
Elle est la grand-mère de l’écrivain Julia Franck.

## Biographie
Sa sculpture Block den Frauen est dédiée est aux femmes de la Rosenstraße ayant manifesté en 1943 pour faire libérer leurs époux juifs.

## Galerie

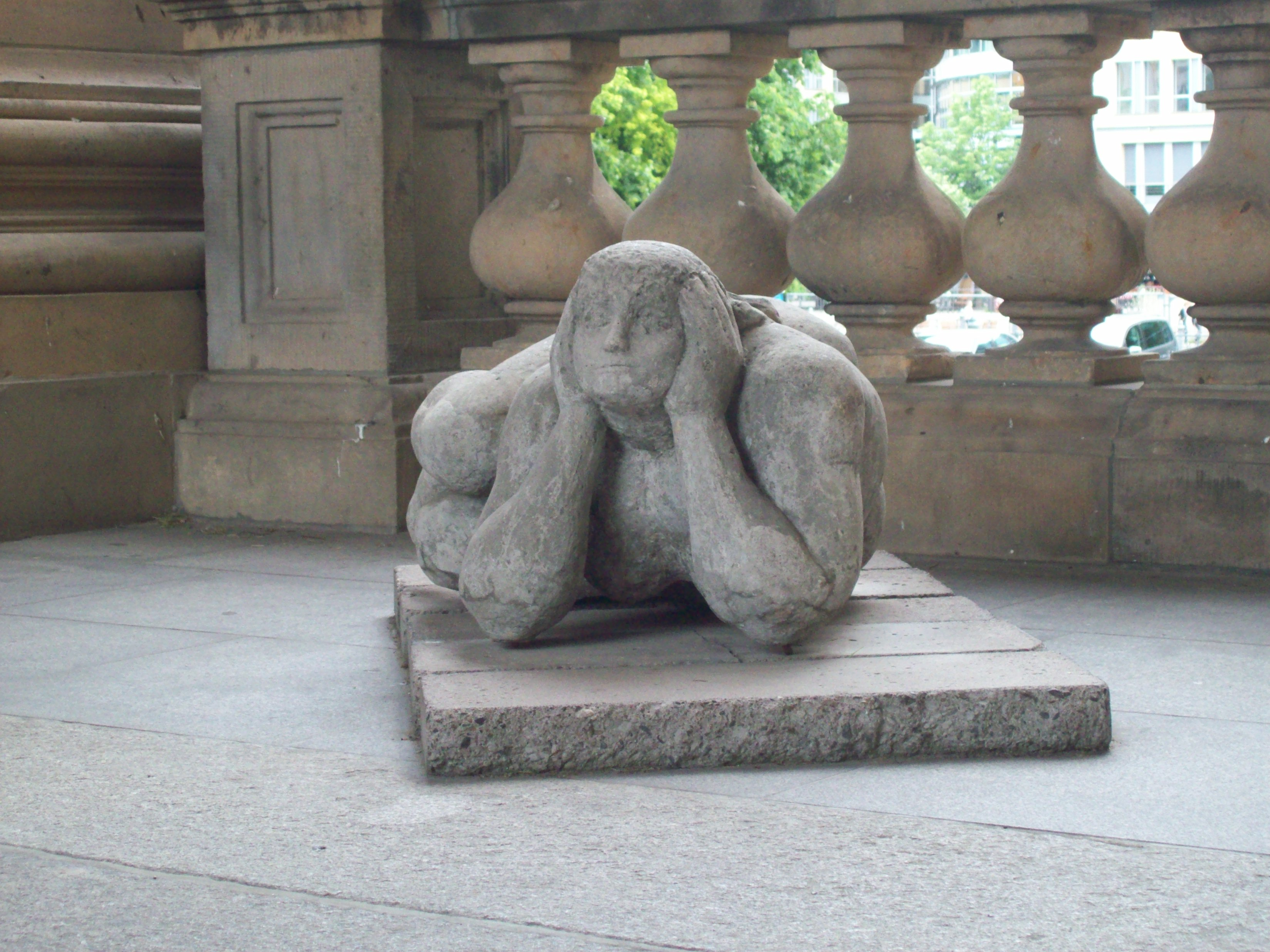
Die Sphinxe (1975), Berlin.
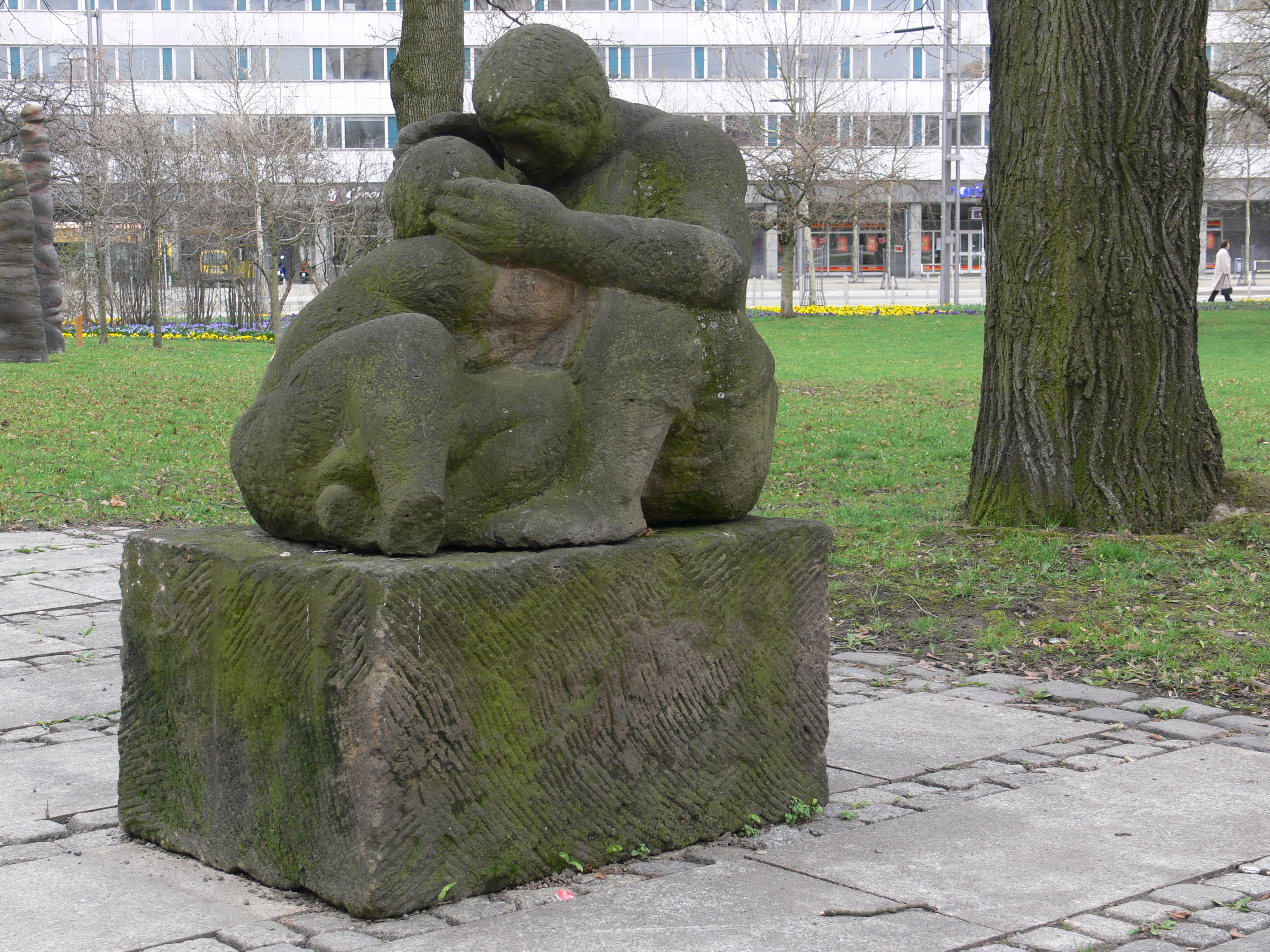
Mutter und Kind (1974), Chemnitz.
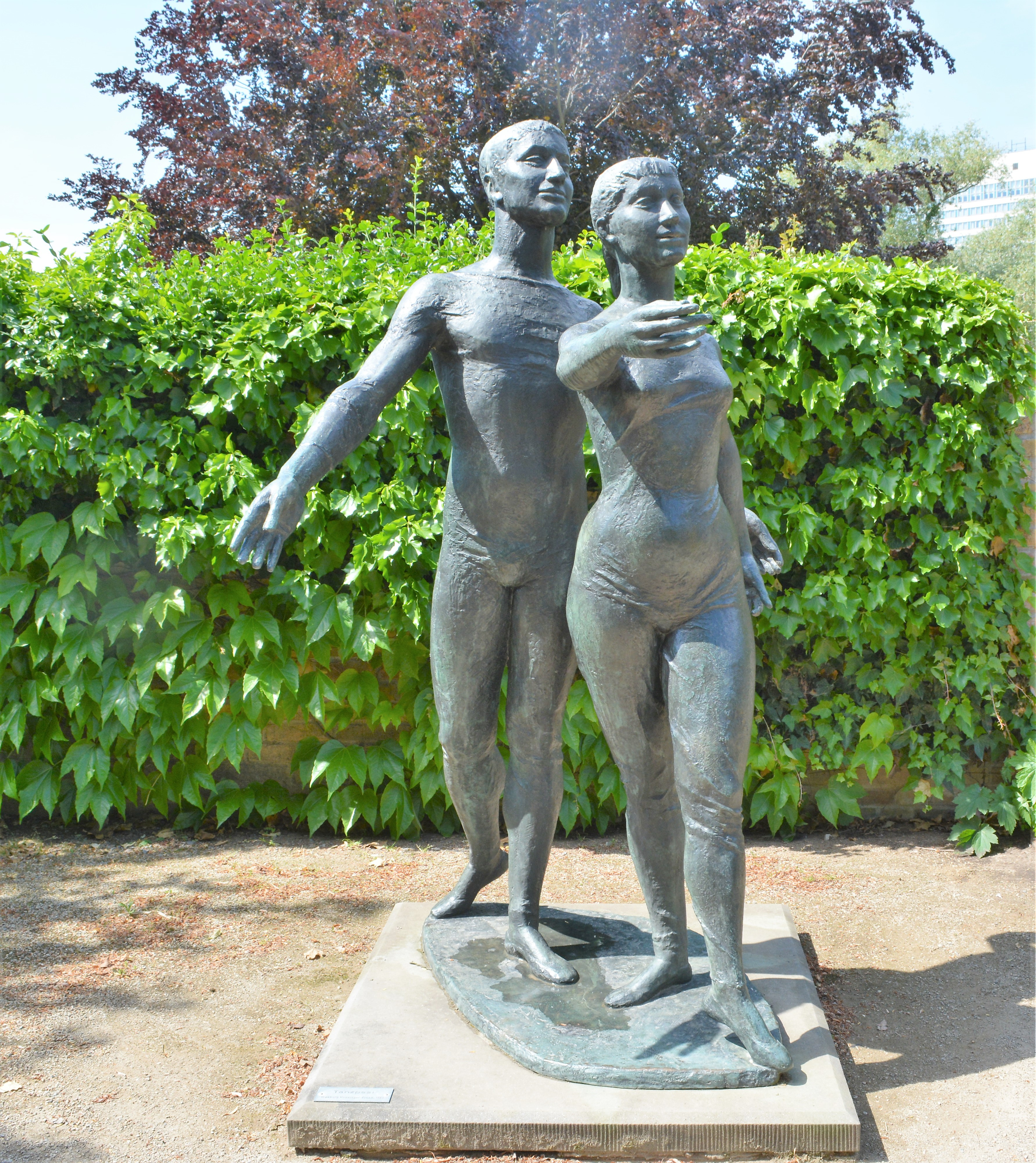
Tanzspaar (1962), Potsdam.
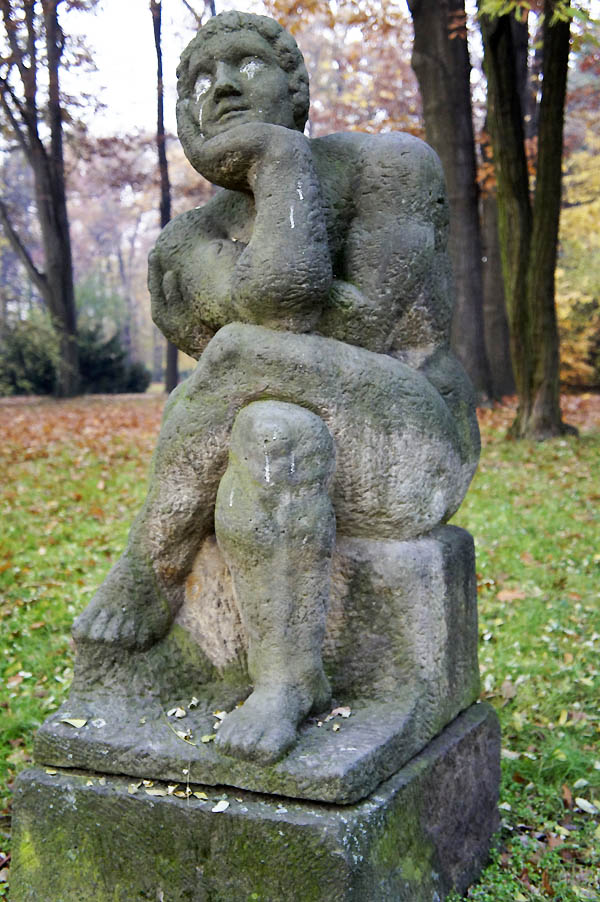
Die Sinnende (1980), Berlin.
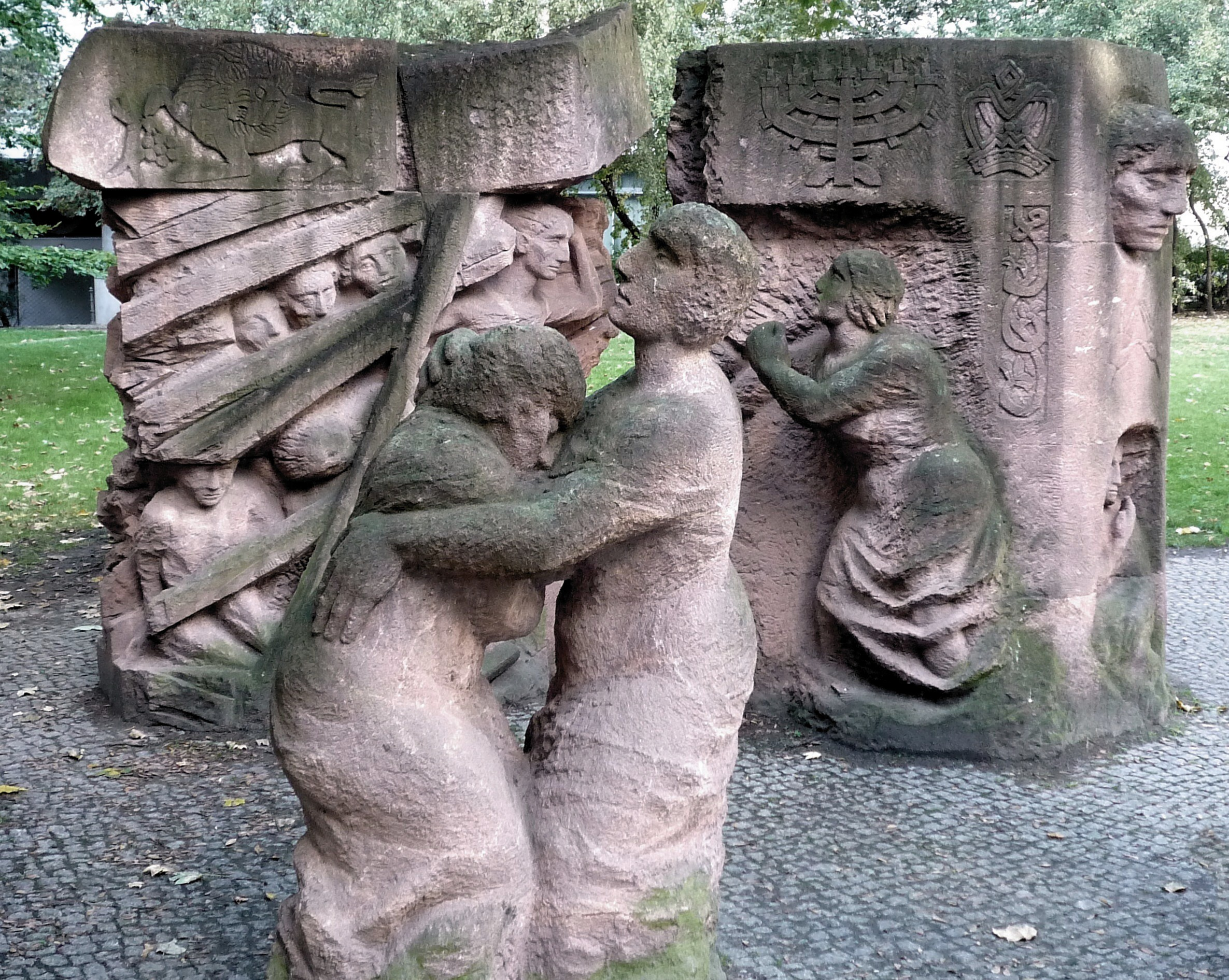
Block den Frauen (1985), Berlin.